# Pinar de Hoyocasero

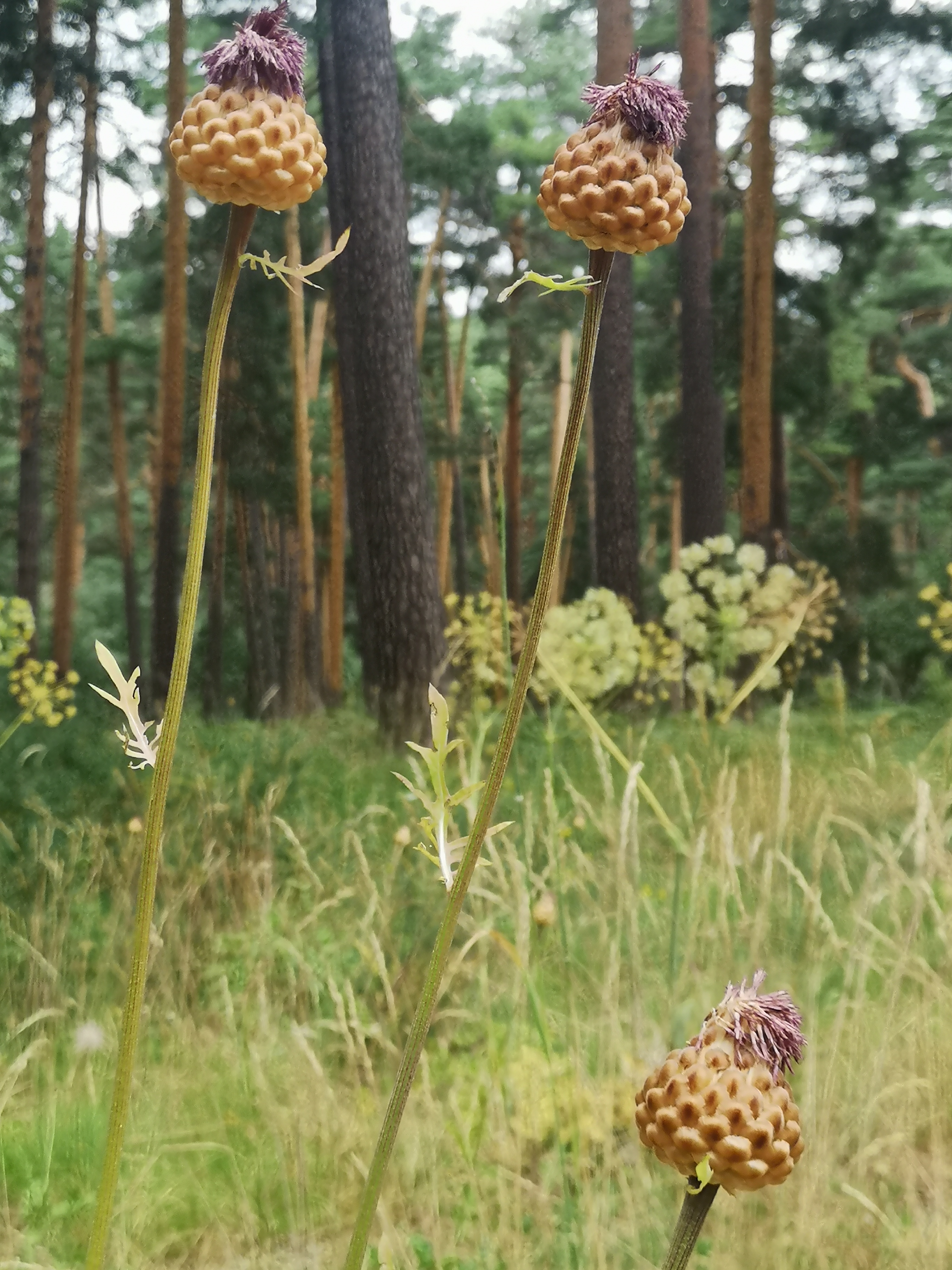
Alcachofa serrana, (Rhaponticun exaltatum)

El Pinar de Hoyocasero es un espacio natural protegido situado en el sur de la provincia de Ávila, comunidad autónoma de Castilla y León, España. y un Lugar de Interés Comunitario (LIC)  Se trata una masa forestal protegida situada dentro del término municipal de Hoyocasero formada por ejemplares de Pinus sylvestris y Quercus pyrenaica.

## Flora y fauna
Extracto de Modesto Luceño, Pablo Vargas, Bernardo García, Samuel Guerra (2016). Guía de campo del Sistema Central. Raíces, Madrid, 214-219:
Las faldas situadas al sur de la población, alberga el bosque de pino silvestre que forma parte del Monte nº43 denominado El Pinar y está constituido principalmente por grande ejemplares de esta conífera. Su interior es recorrido por el arroyo del Pinar, que acaba desembocando en el río Alberche después de remansarse en una   interesante turbera. Está limitado al norte por la carretera AV-905 y al sur por una suave elevación denominada La Cordillera, cuyo punto culminante es el Cerro Alto (1415 m), mientras que la depresión inferior del arroyo se sitúa  a 1250 m. La Extensión del bosque es pequeña, de unas 150 hectáreas, pero la riqueza florística es sorprendente, tanto es así que el siglo XIX hubo pocos botánicos españoles o extranjeros que viajaran por el centro peninsular y olvidaran visitar el Pinar de Hoyocasero. Destacamos al respecto la impresión que tuvo el farmacéutico y botánico Carlos Pau (1857-1937) El Pinar de Hoyocasero es lo más rico que conozco en España. Este enclave conjuga en un reducido espacio ecosistemas de matorral mediterráneo - en las zonas altas de La Cordillera - especies euro-siberianas -en el pinar- y de las montañas ibéricas, en el joven melojar que rodea el pinar.
Aunque con claro predominio del pinar, no faltan bosquetes de melojo que contribuyen a la elevada biodiversidad del bosque. De entre las aproximadamente 500 especies de plantas vasculares que habitan aquí , las siguientes fueron descritas de esta localidad por primera vez para la ciencia : la alcachofa serrana (Rhaponticum exaltatum), la zarzamora de Hoyocasero (Rubus hoyoqueseranus) en el pinar y el senecio de Coincy (Tephroseris coincyi) en el arroyo que los surca. La zarzamora recibe dicho nombre por el topónimo antiguo de la localidad, Hoyoquesero. Desgraciadamente el senecio se ha extinguido del pinar, quizá por las constantes desecaciones a las que está sometido el arroyo; afortunadamente aún crece en algunas localidades gredenses. También se describió del arroyo del pinar Cirsium bourgaeanum, que actualmente se considera un híbrido, entre una especie del género ausente del Sistema Central y el frecuente cardo de pantano  Cirsium palustre.
Plantas ya muy raras en el Sistema Central se encontraron por primera vez en el Pinar de Hoyocasero, si bien algunas parecen haber desaparecido, de entre estas últimas podemos mencionar el peralito de flores verdes (Pirola chloarantha) que no se conoce de ningún otro sitio del Sistema Central y no se ha encontrado desde su hallazgo en el siglo XIX. las orquídeas gimnadenia o dedos citrinos (Gimnadenia conopsea) y cefalantera roja (Cephalanthera rubra). También parece haberse extinguido del Pinar la hierba de San Cristóbal  (Actaea spicata), no obstante esta especie sobrevive  en algunas grietas húmedas y megaforbios de las zonas altas y medias de Gredos y Gata. Otras plantas ya muy raras entre las que podemos citar, la uva de zorra (Paris quadrifolia), que cuenta con una exigua población de no más de 10 individuos, el bardalejo  (Viburnum lantana) y la bola de nieve (Viburnum opulus), dos arbolillos de la familia  Caprifoliáceas;la búgula del bosque (Ajuga pyramidalis subsp, pyramidalis; la orquídea quemada (Orchis ustulata); la orejuela de arroyo (Geum rivale; los calderones (Trollius europaeus); el te de Europa (Veronica officinalis) y dos especies del género Carex: la cárex vesiculosa (Carex versicaria) y la cárex dística (Carex disticha).
Son numerosas las especies de óptimo septentrional que se conservan como reliquias en este bosque. Entre ellas descantan por su belleza Pulsatilla alpina  subsp. apiifolia, cuyos ejemplares alcanzan tamaños desconocidos en otras latitudes -tallos de hasta 70 cm y flores de hasta 7,5 cm de diámetro- y que crece abundantísima  en la laderas expuestas al norte formando tapices amarillos en la segunda mitad de mayo. También de óptimo septentrional son la abundante hierba de San Pablo Primula elatior y el delicadísimo lirio de los valles Convallaria majalis flor nacional francesa que presenta dos hojas elípticas y un delicado racimo de flores blancas acampanadas de bordes lobulados, cuya fragancia es una de las más frecas y agradables de todas las plantas europeas. El lirio de los valles es una planta rara en la península ibérica que solo crece en ciertos bosques  y megaforbios de las montañas del norte, así como en unas pocas estaciones  gredenses  y en el Sistema Ibérico Meridional. Además de las ya indicadas habitan otras plantas de marcadas afinidades eurosiberianas: la pimpinela mayor (Pimpinella major), el fisospermo (Physopermum cornubiense), la sanícula (Sanicula europaea) y el pie de oso (Heracleum sphondylium, las cuatro perteneciente a la familia de la Apiáceas; la falanguera  (Anthericum liliago de grandes flores blancas; la acedera (Rumex acetosa) rara en estas latitudes la escabiosa del bosque (Knautia nevadensis); el hieracio de los muros (Hiercaium murorum); el sello de Salomón (Polygonum odoratum y el martagón o azucena silvestre (Lilium martagon). A lo largo del arroyo es abundante la hierba centella (Caltha palustris), ranunculácea de hojas dentadas y acorazonadas, y la flor de cuclillo (Silene flos-cuculi). Acompañando al pino y al melojo pueden observarse además de los citados antes, varios arbustos y arbolillos entre los que destacamos la gatiña o tojo (Genista falcata) el escobón o piorno negro (Cytisus scoparius, fácilmente reconocible en la fructificación por sus legumbres planas provistas de cilios largos únicamente en sus márgenes; la escoba blanca (Cytisus multiflorus), que prefiere las zonas aclaradas del bosque y cuyo nombre popular alude al color de sus flores; el serbal de los cazadores (Sorbus aucuparia) y el endrino (Prunus spinosa) al que nunca hemos observado con frutos en esta localidad. Creemos interesante resaltar, además, que numerosos pinos están parasitados por el muérdago (Viscum album susbs. austriacum, una planta hemiparásita muy apreciada desde la antigüedad, tanto por sus propiedades medicinales como por su carácter mítico-religioso, especialmente en las culturas célticas.
Los taxones de la flora mediterránea están bien representados, así como endemismos y subendemismos, entre los que destacamos la aristoloquia de Castilla (Aristolochia castellana ), la lechetrezna de Sierra Nevada (Euphorbia nevadensis) y erísimo de müller (Erysimum merxmuelleri) y el bellísimo lirio español (Iris xiphium).
Entre las aves con presencia en la zona destacamos el águila calzada, el águila culebrera y los milanos negro y real.